# ジョージア国防省
ジョージア国防省（グルジア語: საქართველოს თავდაცვის სამინისტრო）は、ジョージア（グルジア）の軍事問題を管掌する機関。ジョージア軍を傘下に置く。

## 機構

### 指導部
- 国防相
- 国防第一次官：国際関係、法務、国防政策・計画、民事
- 国防次官：インフラ、兵站
- 国防次官：調達、財務、予算

### 内部機構
- ジョージア軍参謀本部
- 監察総局
- 国防相事務室
- 国防政策・計画部
- 財務管理部
- 国家調達部
- 国際関係・欧州大西洋統合部

## 歴代国防相
- ダヴィト・ケゼラシュヴィリ（2006年11月 -）